# Coppa dei Campioni 1979-1980 (pallamano maschile)
La Coppa dei Campioni 1979-1980 è stata la 20ª edizione della massima competizione europea di pallamano riservata alle squadre di club. Il torneo ha avuto inizio il 13 ottobre 1979 e si è concluso il 30 aprile 1980. Il titolo è stato conquistato dai tedeschi occidentali del Großwallstadt per la seconda volta nella loro storia sconfiggendo in finale gli islandesi del Valur. Il Grosswallstadt, vincendo il trofeo, ha ottenuto anche il diritto a partecipare al Champions Trophy 1980.

## Risultati

### Primo turno
| Squadra 1   | Totale  | Squadra 2       | Andata  | Ritorno |
| ----------- | ------- | --------------- | ------- | ------- |
| BK-46       | 45 - 50 | Oppsal          | 26 - 24 | 19 - 26 |
| Brentwood   |         | Kyndil Torshavn |         |         |
| CSKA Sofia  | 37 - 34 | ASKÖ Linz       | 23 - 15 | 14 - 19 |
| Hofweier    | 52 - 33 | Mechelen        | 31 - 12 | 21 - 21 |
| Sittardia   | 45 - 30 | Eschois Fola    | 24 - 15 | 21 - 15 |
| Sporting CP | 42 - 46 | Grasshoppers    | 23 - 23 | 19 - 23 |
| Trieste     | 50 - 40 | Hapoel Rehovot  | 22 - 20 | 28 - 20 |

### Ottavi di finale
| Squadra 1         | Totale  | Squadra 2                | Andata  | Ritorno |
| ----------------- | ------- | ------------------------ | ------- | ------- |
| Atlético Madrid   | 49 - 33 | Stella Sports Saint-Maur | 28 - 16 | 21 - 17 |
| Brentwood         | 33 - 70 | Valur                    | 19 - 32 | 14 - 38 |
| CSKA Sofia        | 45 - 48 | Fredericia KFUM          | 26 - 19 | 19 - 29 |
| Drott             | 54 - 45 | Grasshoppers             | 29 - 21 | 25 - 24 |
| Dukla Praga       | 56 - 38 | Sittardia                | 32 - 20 | 24 - 18 |
| Großwallstadt     | 48 - 30 | Trieste                  | 30 - 14 | 18 - 16 |
| Partizan Bjelovar | 44 - 40 | Oppsal                   | 27 - 23 | 17 - 17 |
| Tatabánya         | 35 - 33 | Hofweier                 | 19 - 14 | 16 - 19 |

### Quarti di finale
| Squadra 1         | Totale  | Squadra 2       | Andata  | Ritorno |
| ----------------- | ------- | --------------- | ------- | ------- |
| Drott             | 34 - 35 | Valur           | 18 - 17 | 16 - 18 |
| Dukla Praga       | 41 - 40 | Tatabánya       | 23 - 21 | 18 - 19 |
| Fredericia KFUM   | 34 - 36 | Atlético Madrid | 17 - 17 | 17 - 19 |
| Partizan Bjelovar | 31 - 33 | Großwallstadt   | 14 - 12 | 17 - 21 |

### Semifinali
| Squadra 1       | Totale        | Squadra 2     | Andata  | Ritorno |
| --------------- | ------------- | ------------- | ------- | ------- |
| Dukla Praga     | 32 - 34       | Großwallstadt | 18 - 17 | 14 - 17 |
| Atlético Madrid | 39 - 39 (gfc) | Valur         | 24 - 21 | 15 - 18 |

### Finale
| Monaco di Baviera 30 aprile 1980 | Großwallstadt | 21 – 12 | Valur |  |